# 理纹格特蛤
理纹格特蛤（学名：Marcia recens）是帘蛤目帘蛤科格特蛤屬的一种。

## 分佈
主要分布于中国大陆的廣東烏石、廣西北海、海南曲口新村、香港、台湾，常栖息在潮间带。

## 外部連結
- 維基物種上的相關：理纹格特蛤